# Justo Blasco Compans
Justo Blasco Compans (Borja, 19 de junio de 1850 - Madrid, 29 de septiembre de 1911) fue un compositor, cantante y profesor de música español.
Justo, hijo de Clandestino Blasco y María Salvadora Compans, nació en el municipio zaragozano de Borja el 19 de junio de 1850. Allí bautizado en la iglesia de Santa María. Inició sus estudios musicales a los seis años con el maestro de capilla de Borja, Félix Llorente, y más tarde con el organista Gregorio Ladrón de Guevara. Amplió sus conocimientos musicales en Zaragoza con el organista Valentín Fauzi y el maestro de capilla Hilario Prádanos.
En 1871 marchó a Madrid para estudiar canto en el Teatro Real con el maestro Antonio Selva. Actuó en varias óperas de la Compañía Española hasta que ésta se disolvió. En Madrid consiguió por oposición una plaza de bajo en la capilla real; a partir de ese momento dedicó gran parte de su tiempo a la composición musical. En 1875 fue nombrado profesor de solfeo del Conservatorio de Madrid y en 1890, de canto.  Fue maestro de cantantes como Fidela Gardeta, Pilar Laborda o Carmen Domingo, entre otras. Fue en esta época cuando se interesó por la composición de música de salón y de baile.

## Obra
Blasco escribió más de cien obras conocidas de diversos géneros.
Escribió varias canciones y música relacionada con el folclore regional, de las que destacan obras dedicadas a Aragón, como Zaragoza, Gran jota aragonesa, Agustina de Aragón o Borja, composiciones inspiradas en canciones populares de Madrid o Andalucía y piezas de baile, como polcas, valses, gavotas, etc. También escribió música escénica, de la que cabe destacar las tres zarzuelas El señor Castaño, Perico el aragonés y ¡Viva la Pepa ! Su repertorio eclesiástico contiene misas, antífonas, himnos, motetes, etc.